# Joshua van Belle

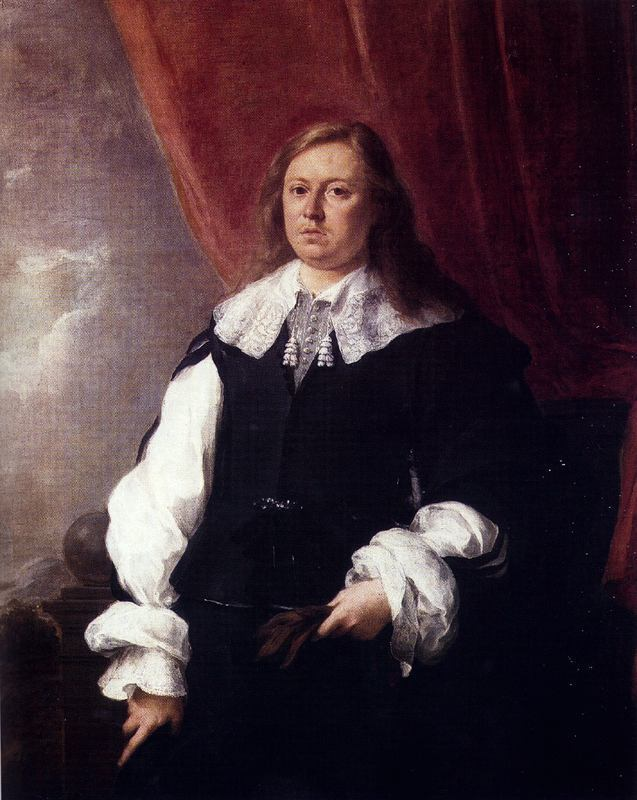
Joshua van Belle door Murillo in 1670, National Gallery of Ireland, Dublin

Jos(h)ua van Belle (1637-1710), heer van Noord-Waddinxveen, was een koopman uit Rotterdam. Hij werd schepen in 1676 en was lid van de vroedschap tussen 1677 en 1710; gedeputeerde ter Staten van Holland (1703, 1705-1709) en burgemeester (1705, 1706). Van Belle was bewindhebber van de VOC kamer te Rotterdam.
- In 1675 trouwde hij in de Waalse kerk met Ida Catharina van der Meyden in Moerkapelle, de dochter van de Rotterdamse burgemeester Johan van der Meyden. De bruidegom was woonachtig in Amsterdam.[1]
- Enkele weken later koopt Van Belle land bij Alphen van Floris Carel van Beieren van Schagen, een van de rijkste mannen in de Republiek, die een pand aan de Lange Vijverberg in Den Haag bewoonde.[2]
- In 1676 werd bij de doop van hun zoon Jan vermeld, dat Jozua van Belle vrijheer van 't Hubreghts gereght en Heer van 't Noortwaddinxveen was.
- Hij woonde in de Hoogstraat en was in het bezit van het schilderij Schrijvende vrouw met dienstbode van Johannes Vermeer dat hij had gekocht van de bakker Van Buyten?[3]

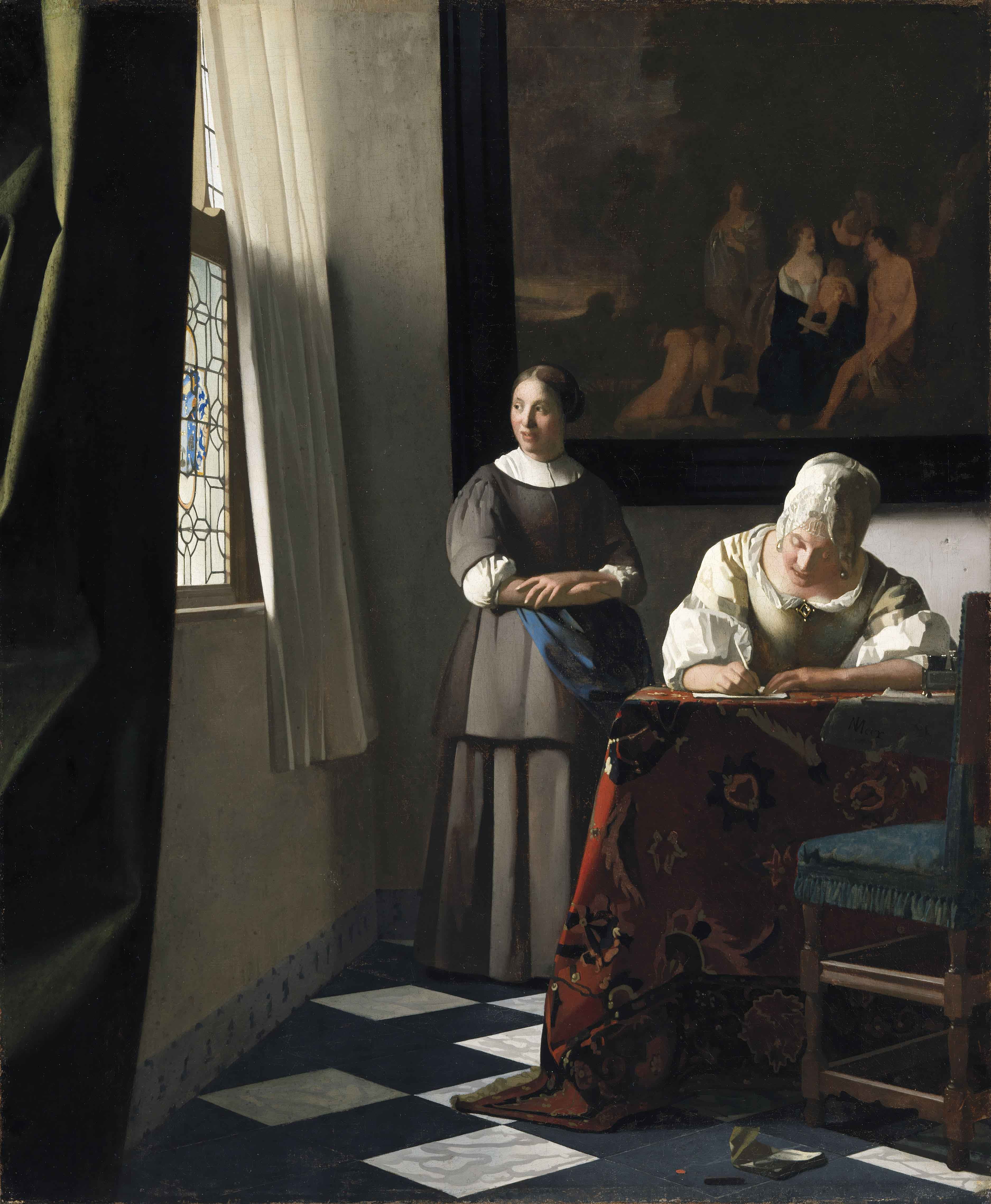
Schrijvende vrouw met dienstbode, nu in de National Gallery of Ireland, Dublin, ooit in het bezit van Joshua van Belle

Joshua had een broer Pieter of Pedro. Pedro en zijn broer waren betrokken bij het Asiento de negros en traden op als vertegenwoordigers van Domingo Grillo en Ambrosio Lomelín. Tijdens zijn verblijf in Cadiz liet Joshua zich portretteren door Murillo. Rond 1685-1686 vertegenwoordigde Pedro Balthasar Coymans (1652-1686) op Curaçao.
In 1698 dient hij een rekest in bij de Staten-Generaal. Hierin verzoekt hij om interventie bij de gouverneur van de Spaanse Nederlanden ten behoeve van zijn oudste dochter Jacoba Willemina van Belle die,  tegen haar wil, door haar echtgenoot Johan van der Mandere de Jonge wordt vastgehouden in Gent 